# Зубов Валентин Сергійович
Валенти́н Сергі́йович Зу́бов (нар. 10 червня 1946, м. Самарканд, Узбекистан) — доктор соціологічних наук (1992), професор (1992); член фракції «Блок Юлії Тимошенко» у Верховній Раді України (листопад 2007 — вересень 2010), заступник голови Комітету з питань національний безпеки і оборони (з грудня 2007); колишній член партії та Президії ВО «Батьківщина». Кавалер ордена «За заслуги» III ступеня (2010).
З 21 серпня 2010 року Валентин Зубов — Голова політичної партії «Народно-трудовий союз України».
Народився 10 червня 1946 (м. Самарканд); батько — Сергій Якимович (1916–1969) — військовослужбовець; мати — Анастасія Никифорівна (1917–1978); дружина — Людмила Степанівна (1953); доньки — Оксана (1971), Ольга (1971), Анастасія (1980). 
брат: Зубов Геннадий (1948)

## Освіта та наукова діяльність
Навчався у Харківському державному університеті, на історичному факультет (1965–1970). Історик, викладач історії та суспільствознавства; аспірант, КНУ ім. Т. Г. Шевченка (1977); кандидатська дисертація — «Роль самодіяльної художньої творчості у вихованні всебічно розвиненої особистості» (Київський національний університет імені Тараса Шевченка, 1981); докторська дисертація — «Соціальні проблеми сучасного села в умовах економічного реформування».

## Політична діяльність
Народний депутат України 6-го скликання з листопада 2007 від Блоку Юлії Тимошенко, № 19 в списку. На час виборів тимчасово не працював, член ВО «Батьківщина».
Народний депутат України 5-го скликання з квітня 2006 по червень 2007 від Блоку Юлії Тимошенко, № 19 в списку. На час виборів: народний депутат України, член ВО «Батьківщина». Заступник голови Комітету з питань національної безпеки і оборони (з липня 2006), член фракції «Блоку Юлії Тимошенко» (з травня 2006). Склав депутатські повноваження 12 червня 2007.
Народний депутат України 4-го скликання з квітня 2002 по квітень 2006 від Блоку Юлії Тимошенко, № 15 в списку. На час виборів: народний депутат України, член Всеукраїнського об'єднання «Батьківщина», член фракції Блоку Юлії Тимошенко (з травня 2002), голова підкомітету з питань законодавчого забезпечення діяльності органів безпеки, розвідки та контррозвідки, прикордонних і митних органів Комітету з питань національної безпеки і оборони (з червня 2002).
Народний депутат України 3-го скликання з березня 1998 по квітень 2002 від СПУ-СелПУ, № 11 в списку. На час виборів: радник Голови ВР України, член СелПУ.
- Березень 1998 — кандидат в народні депутати України, виборчий округ № 198, Черкаської області. Зайняв 5 місце з 14 претендентів. Член фракції Соціалістичної партії і СелПУ («Лівий центр»), фракції СПУ (травень 1998 — квітень 2000; уповноважений представник), член фракції «Батьківщина» (з квітня 2000). Член Комітету з питань національної безпеки і оборони (з липня 1998).
- Березень 1994 — кандидат у народні депутати України, Уманський виборчий округ № 423, Черкаської області, висунутий виборцями, 1-й тур — 6 %, 4 місце з 16 претендентів.

Автор (співавтор) монографій: «Соціальні проблеми продовольчої програми СРСР» (1986, співавтор), «Социально-экономические проблемы современного села» (1987, співавтор), «Сучасне село України: шляхи виходу з кризи» (1992, співавтор), підручника «Научный коммунизм» (1986), навчального посібника «Філософія» (1994).[джерело?]

## Діяльність
27 квітня 2010 року голосував за ратифікацію угоди Януковича — Медведєва, тобто за продовження перебування ЧФ Росії на території України до 2042 р.